# Sintayehu Masire
Sintayehu Masire Teshager, née le 29 avril 2001, est une athlète éthiopienne.

## Carrière
Médaillée d'argent du 5 000 mètres marche des Jeux africains de la jeunesse de 2018 à Alger., elle termine neuvième de l'épreuve aux Jeux olympiques de la jeunesse de 2018 à Buenos Aires.
Aux Championnats d'Afrique juniors d'athlétisme 2019 à Abidjan, elle est médaillée de bronze du 10 000 mètres marche. 
Elle est médaillée d'argent du 20 kilomètres marche des Jeux africains de 2023 à Accra et médaillée d'or du 20 kilomètres marche des Championnats d'Afrique d'athlétisme 2024 à Douala.
Sur le plan national, elle est championne d'Éthiopie du 10 000 mètres marche  en 2023.